# Shartegus transversus
Shartegus transversus (лат.) — ископаемый вид жуков рода Shartegus из вымершего семейства Mesocinetidae (надсемейство Scirtoidea). Обнаружены в верхнеюрских отложениях Центральной Азии (Шар-Тегская свита, Sharteg Formation, Гоби-Алтайский аймак, восточнее горы Атас-Богд 5—6 км, западнее горы Шара-Тэг, Монголия). Тело мелкого размера (длина 2,13 мм, ширина 1,2 мм, длина надкрылий 1,7 мм). Переднеспинка спереди выпуклая, мезококсы узко разделённые, метакоксы короткие и почти поперечные, не достигают задний край 1-го вентрита. Вид был впервые описан по отпечаткам в 2010 году российскими энтомологами Александром Георгиевичем Кирейчуком (Зоологический институт РАН, Санкт-Петербург) и Александром Георгиевичем Пономаренко (Палеонтологический институт РАН, Москва, Россия). Родовое название происходит от имени Шар-Тегской свиты, в которой найдена типовая серия (голотип и паратипы).
- Shartegus Kirejtshuk & Ponomarenko, 2010